# Rudolf Karel Zahálka
Rudolf Karel Zahálka (26. listopadu 1867 Městečko u Benešova – 14. března 1899 Roztoky u Prahy) byl český spisovatel. Byl známý i pod pseudonymy P. Spurný a R. K. Zahrádka.

## Život
Narodil se v obci Městečko čp. 16 v rodině Františka Zahálky, knížecího pojezdného (hospodářský úředník) u hrabat Auespergů. Absolvoval gymnázium v Pelhřimově a Německém Brodě, studium zakončil na pražské lékařské fakultě. Trpěl utkvělými představami a depresemi. Spáchal sebevraždu na železniční trati u Roztok.

## Dílo
Psal pod vlastním jménem i pseudonymy prozaické práce do časopisů Květy, Lumír, Světozor, Švanda dudák a deníku Národní listy. Většinou se jednalo o naturalistické, pesimisticky laděné črty z vesnického života. Známé byly jeho povídky Babiččin pohřeb (Světozor 1891) a Člověk (Květy 1898, poslední zveřejněná práce). Dosavadní tvorbu považoval za průpravu k velkému dílu, které připravoval. Jeho plány ale ukončila duševní choroba. V roce 1901 vydal Jan Otto sbírku jeho prací pod názvem Kresby, s předmluvou Viléma Mrštíka.
Působil i jako novinář, v době jubilejní výstavy 1891 pracoval pro časopis Praha.